# VcXsrv
VcXsrv Windowsは、Microsoft Windowsで動作する、UNIXシステムのX Window Systemのフリーソフトウェア実装の一つ。X.orgのGitソースコード(XmingやCygwin)に基づいているが、Microsoft_Visual_Studio_Express2012でコンパイルされている。
VcXsrvは Cygwinライブラリから独立しており、2007年５月からプロプライエタリソフトウェアになったXmingとは異なり、GPLv3の下にある。

## 概要
VcXsrvは、Windows用のGPLv3の元で配布されているフリーソフトウェアのXサーバで、LinuxのグラフィカルアプリケーションをWindowsデスクトップ上で実行できる。これにより、Linux GUIアプリケーションとWindowsデスクトップの間のブリッジとして機能し、LinuxアプリがWindowsにネイティブであるかのように実行する方法を提供する。
プログラムソースコードはGPLv3で公開されており、GitHubで入手することができる。
Windows Subsystem for Linuxユーザーに最適であり、複数のディスプレイ、OpenGL、ハードウェアアクセラレーションをサポートする。

## リリースノート
21.1.16の変更点
-　ウィンドウのサイズを変更するときに可能なロックアップを解決した
21.1.13 の変更点
- デフォルトで有効にされたcompositealpha
- Windows11aでcompositealphaが機能しない問題を修正
- WSLでGoogle-Chromeを実行すると、メモリの上書きによるクラッシュを解決
- xlaunch:すべてのテキストが表示されるようにスペースを増やした
- bitmapinfoheaderバッファが初期化されていない問題を解決
  正しい表現(memset関数の間違ったパラメータ)
- xkbcomp:解決されたエラー:ディレクトリを c:\Program Files\vcxsrv\xkbdata に変更できなかったのを解決した
- ウィンドウのサイズを変更するときのちらつきの問題を解決した。
- 32ビットコンパイルの問題を解決した
- 非管理者用インストーラも作成した
- xlaunchでのダイアログの視覚的なスタイルを変更

## 関連ソフトウェア
・Xming
・Cygwin/X